# Anett Pötzsch-Rauschenbach
Anett Pötzsch-Rauschenbach (* 3. September 1960 in Karl-Marx-Stadt als Anett Pötzsch) ist eine ehemalige deutsche Eiskunstläuferin, die im Einzellauf startete. Sie ist die Olympiasiegerin von 1980 und die Weltmeisterin von 1978 und 1980.

## Laufbahn als Eiskunstläuferin
Anett Pötzsch wurde im Alter von fünf Jahren beim SC Karl-Marx-Stadt zum Eiskunstlaufen angemeldet. 1971 kam sie in die Trainingsgruppe der ehemaligen Eiskunstlauf-Weltmeisterin Gabriele Seyfert, die am Beginn ihrer Trainerlaufbahn stand. Ein Jahr zuvor hatte Pötzsch bereits einen zweiten Platz bei der Kinder- und Jugendspartakiade erreicht und konnte diesen Erfolg 1972 wiederholen. 1973 wechselte sie zur DDR-Meistertrainerin Jutta Müller, der Mutter von Gabriele Seyfert. Unter Müller wurde sie noch im selben Jahr Dritte bei den DDR-Meisterschaften der Frauen, 1974 und 1975 jeweils Vizemeisterin. Schon 1973 hatte sie zum ersten Mal an der Eiskunstlauf-Weltmeisterschaft teilgenommen und war als 13-Jährige 14. geworden. Ihre erste internationale Medaille gewann sie mit Bronze bei der Europameisterschaft 1975 in Kopenhagen.
Im Jahr 1976 gelang Pötzsch der endgültige Durchbruch zur Weltspitze. Zunächst hatte sie bei den DDR-Meisterschaften erstmals den Titel gewonnen, dem bis 1980 noch vier weitere folgten. Bei der Europameisterschaft in Genf gewann sie die Silbermedaille, bei der Weltmeisterschaft in Göteborg und bei den Olympischen Spielen in Innsbruck verpasste sie jeweils mit Rang vier nur knapp die Medaillenränge. Ihren ersten Europameistertitel gewann sie ein Jahr später in Helsinki und konnte diesen Titel bis 1980 dreimal verteidigen, stets vor Dagmar Lurz aus der BRD. Bei den Weltmeisterschaften lieferte sie sich einen Konkurrenzkampf mit der US-Amerikanerin Linda Fratianne. Bei den Weltmeisterschaften 1977 in Tokio und 1979 in Wien unterlag sie ihr und wurde Vize-Weltmeisterin, während sie sie bei den Weltmeisterschaften 1978 in Ottawa und 1980 in Dortmund bezwingen konnte und Weltmeisterin wurde. Pötzsch war nach Gaby Seyfert und Christine Errath die dritte Weltmeisterin aus der DDR. Ihre Karriere krönte sie 1980 mit dem Gewinn der Goldmedaille bei den Olympischen Winterspielen in Lake Placid, vor Linda Fratianne. Es war der erste olympische Titel für eine deutsche Eiskunstläuferin im Einzellauf. Für ihren Olympiasieg wurde sie mit dem Vaterländischen Verdienstorden in Silber ausgezeichnet.

## Nach dem Rücktritt

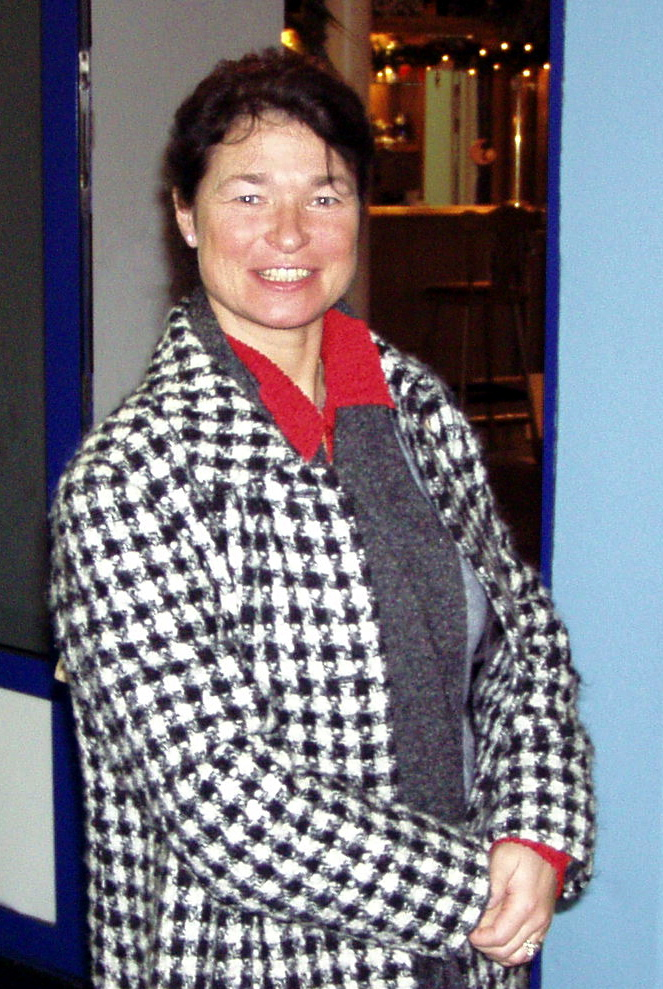
Anett Pötzsch 2006

Auf dem Höhepunkt ihrer Karriere trat Pötzsch nach dem Gewinn der olympischen Goldmedaille im Frühjahr 1980 vom Eiskunstlaufen zurück. Als Gründe gab sie Knieprobleme an, außerdem deutete sich an, dass sie mit Katarina Witt eine ernstzunehmende Konkurrentin erhalten würde. Pötzsch nahm an der Leipziger Sporthochschule DHfK ein Diplomsportlehrer-Studium auf und arbeitete nach erfolgreichem Studienabschluss bei der DHfK als wissenschaftliche Mitarbeiterin. Unter anderem war sie für die Ausbildung der Eiskunstlauftrainer zuständig. Außerdem betätigte sie sich als Eiskunstlauf-Preisrichterin und wirkte als solche bei den Eislauf-Europameisterschaften 1988 und 1989 mit. Nachdem die DHfK infolge der deutschen Wiedervereinigung 1990 aufgelöst worden war, absolvierte Pötzsch eine Ausbildung zur Bankkauffrau. Wegen ihres Mitwirkens im Film Carmen on Ice, in dem auch Katarina Witt spielte, wurde sie vom deutschen Eislaufverband bis 1993 als Profisportlerin eingestuft, was zunächst verhinderte, dass sie weiter als Preisrichterin tätig sein konnte. 1999 wurde Pötzsch Landestrainerin des Sächsischen Eislaufverbands, und 2004 wurde sie bei der International Skating Union „Technical Specialist“ eines neuen Wertungssystems und betreute 2006 bei der Winterolympiade in Turin die Juroren bei ihrer Bewertung. 2009 wechselte sie als Trainerin zum Dresdner Eislaufclub.
Im Sommer 2017 wechselte sie in den Olympiastützpunkt Mannheim und im Sommer 2023 zum Eis- und Sportverein Halle e. V.

## Familie
Während ihres Leipziger Studiums heiratete Anett Pötzsch den Bruder von Katarina Witt, Axel Witt. 1984 wurde die Tochter Claudia geboren, die später ebenfalls Eiskunstläuferin wurde und 2001 zusammen mit Robin Szolkowy deutsche Meisterin im Paarlaufen wurde. 1991 wurde die Ehe geschieden und 1994 heiratete Pötzsch den früheren Eiskunstläufer Axel Rauschenbach. 1994 wurde die gemeinsame Tochter Cindy geboren.

## Ergebnisse
| Wettbewerb/Jahr         | 1973 | 1974 | 1975 | 1976 | 1977 | 1978 | 1979 | 1980 |
| ----------------------- | ---- | ---- | ---- | ---- | ---- | ---- | ---- | ---- |
| Olympische Winterspiele |      |      |      | 4.   |      |      |      | 1.   |
| Weltmeisterschaften     | 14.  | 11.  | 8.   | 4.   | 2.   | 1.   | 2.   | 1.   |
| Europameisterschaften   | 8.   | 7.   | 3.   | 2.   | 1.   | 1.   | 1.   | 1.   |
| DDR-Meisterschaften     | 3.   | 2.   | 2.   | 1.   | 1.   | 1.   | 1.   | 1.   |